# Dendrobium hasseltii
Dendrobium hasseltii là một loài lan trong chi Lan hoàng thảo.